# Germany’s Next Topmodel/Staffel 19
Die 19. Staffel der deutschen Castingshow Germany’s Next Topmodel wurde vom 15. Februar 2024 bis 13. Juni 2024 auf dem Privatsender ProSieben ausgestrahlt. Sieger der Staffel wurden Lea Oude Engberink und Jermaine Kokoú Kothé.

## Hintergrund
Am Ende der 18. Staffel verkündete Klum eine Änderung am Konzept der folgenden Staffel Germany’s Next Topmodel. Beim offenen Casting in Berlin wurden erstmalig neben weiblichen nun auch männliche Models gecastet. Zusätzlich zum Geschlecht war auch das Alter sowie der Figurtyp der Models nicht mehr von großer Bedeutung. In vorherigen Staffeln wurden die sogenannten „Best-Ager-Models“ noch deutlich in der Show hervorgehoben. Die Dreharbeiten starteten mit dem offenen Casting in Berlin am 1. Oktober 2023.
Erstmals gab es zwei Gewinner, unterteilt nach Geschlecht. Beide Gewinner erhielten jeweils 100.000 Euro und kamen getrennt voneinander auf das Cover der deutschen Ausgabe der Harper’s Bazaar. Um dies zu realisieren, wurden zwei Ausgaben des Modemagazins parallel veröffentlicht. Die Bewertung der Models durch Klum und der Gastjuroren erfolgte nach Geschlechtern getrennt voneinander. So traten die männlichen nie direkt gegen die weiblichen Models an. Beim offenen Casting in Berlin konnten laut Klum in dieser Staffel keine Best-Ager-Models gefunden werden, sodass die älteste Kandidatin eine 34 Jahre alte Mutter war. Klum plante laut einem Interview mit dem Radiosender Jam FM eine Staffel mit zwei Episoden pro Woche, aufgeteilt nach Geschlechtern, sodass die Models erstmalig im Finale aufeinander treffen. Die Idee wurde vom Sender jedoch verworfen.
Ein Snippet des neuen Titelsongs Sunglasses At Night, der von Klum gesungen wird, veröffentlichte sie auf ihrem Instagram-Account in Form eines Trailers zur neuen Staffel. Der Song ist ein vom niederländischen DJ Tiësto produzierter Remix des New-Wave-Songs Sunglasses at Night und wurde am 26. Januar 2024 veröffentlicht.
Die Entscheidung bei den weiblichen Models in der 6. Folge musste beschleunigt werden, da der Drehort aufgrund der fortgeschrittenen Tageszeit und des daraus resultierenden fehlenden Tageslichts mittels vieler Scheinwerfer erhellt werden musste. Dies hatte laut eigenen Angaben zur Folge, dass die Piloten der Flugzeuge, die auf dem Flughafen Teneriffa Nord landen wollten, geblendet wurden. Die Dreharbeiten konnten mit der zusammenfassenden Entscheidung von Klum frühzeitig abgebrochen werden.
Laut Angaben von ProSiebenSat.1 wurden im Zeitraum der Ausstrahlung der 19. Staffel rund 40 Strafanzeigen seitens des Medienunternehmens bei der Staatsanwaltschaft München I zur Anzeige gebracht. Insgesamt wurden 40.000 Hasskommentare in Social-Media-Beiträgen moderiert und ausgeblendet, allein 3.000 am Tag des Finales. Viele Kommentare hatten dabei auch einen Bezug zum Nationalsozialismus. Wie viele der Anzeigen dabei zu rechtskräftigen Verurteilungen führen, ist nicht bekannt.

## Zusammenfassung
In Folge 1 und 2 wurde das offene Casting in Berlin gezeigt, auf welchem Klum mit verschiedenen Castingteilnehmern interagierte. Models, die in die engere Auswahl kamen, wurden bereits näher vorgestellt.
In Folge 3 gab es einen Catwalk vor Publikum unter der Führung der Modedesignerin Jasmin Erbas, die bereits in vorherigen Staffeln Kleidungsstücke für Germany’s Next Topmodel entwarf. Als Coach und Gastjuror war der Modeschöpfer Jean Paul Gaultier in Berlin dabei.
In Folge 4 kam es zum Kampagnen-Shooting in Berlin. Die Frauen- und Männermodels, die auf Werbeplakaten und im Opener der 19. Staffel zu sehen sind, wählte Klum zu Beginn der Folge aus. Alle am Kampagnen-Shooting teilnehmenden Models waren automatisch in der nächsten Runde. Für das erste Fotoshooting der restlichen, nicht ausgewählten Models, ging es auf die spanische Insel Teneriffa. Als Unterkunft wurde eine Hazienda mit dem Namen El Terrero nahe Puerto de la Cruz gewählt. Am Tag nach der Anreise wurden die Models an der Playa La Nea bei Radazul, einem Vorort von Santa Cruz de Tenerife, aufgeteilt in fünf Gruppen von Heidi Klum fotografiert. Als Coach fungierte dabei Liz Hurley, die auch die Verkündung der Entscheidung übernehmen musste, da Klum krankheitsbedingt ausfiel.
In der 5. Folge fand ein Catwalk-Training mit direktem Coaching von Heidi Klum, der Designerin Marina Hoermanseder und des spanischen Models Jon Kortajarena statt. Das Training galt dabei besonders der Vorbereitung der Modenschau unter der Leitung von Hoermanseder am folgenden Tag. Nach Bewertung des Walks auf der Modenschau mussten drei Models die Show verlassen.
In Folge 6 fand das Umstyling statt, wo 13 Kandidaten und Kandidatinnen umgestylt wurden. Beim Walk auf den Treppen des Auditorio de Tenerife wurden die weiblichen Kandidaten von Kaviar Gauche und die männlichen Kandidaten von Baldessarini eingekleidet. Die Walks wurden von Klum und dem britischen Model Jourdan Dunn bewertet. Drei Models mussten die Show verlassen.
In der 7. Folge fand ein Casting-Training mit Klum statt, was sich jedoch im Nachhinein als echtes Casting für einen Modeljob für eine Kampagne der Emmi AG herausstellte. Im anschließenden Fotoshooting mit dem Fotografen Christian Anwander entstanden Bilder für die Sedcards der Models. Am Ende konnten zwei Models Klum und Anwander nicht überzeugen und mussten die Show verlassen.
Folge 8 begann mit einem Casting-Tag in Frankfurt am Main. Dort wurden für ein Musikvideo von Mike Singer, einen Catwalk-Job für die Modemarke von Samuel Gärtner und ein Fotoshooting für das Magazin Sleek Models gesucht. Danach ging es nach Los Angeles, wo ein Penthouse in der Innenstadt bezogen wurde. Beim Entscheidungswalk in einem American-Football-Stadion wurden die Models von Christian Cowan eingekleidet, der auch als Gastjuror fungierte. Dadurch, dass keines der Models ausscheiden musste, blieb das Teilnehmerfeld bis zur nächsten Folge unverändert.
In der 9. Folge gab es ein Presse-Teaching mit der Journalistin Claudia von Brauchitsch, in welchem sich alle Models einem Interview mit anschließendem Feedback unterziehen mussten. Anschließend ging es zu einem als Catwalk-Training getarnten Casting für den Modedesigner Kilian Kerner, der das Training anleitete. Das Fotoshooting der Woche mit Fotograf Yu Tsai wurde in Zweiergruppen durchgeführt. Das Set war der japanischen Hauptstadt Tokio nachempfunden. Klum und Kerner wohnten diesem Shooting bei und nominierten am Ende zusammen mit dem Fotografen die sechs schlechtesten Models. Diese mussten sich in der zehnten Folge einer Runway-Challenge stellen, wo dann eine Entscheidung darüber getroffen wurde, wer die Show verlassen muss. Somit schied am Ende dieser Folge zum wiederholten Mal kein Model aus.
In Folge 10 gab es ein Casting für Intimissimi, welches Grace für sich entscheiden konnte. Nach dem Casting mussten die anderen Teilnehmer im Penthouse im Rahmen einer Challenge ein kurzes Video über sich selbst drehen. Frieder und Stella waren die besten und bekamen jeweils 500 US-Dollar für einen Shopping-Trip in Los Angeles. Zum Ende der Folge gab es einen Entscheidungswalk im Stil der Fashion Show Spring/Summer 2024 von Thierry Mugler. Als erstes mussten die sechs schlechtesten Models aus Folge 9 laufen und anschließend vier von ihnen gehen. Danach waren alle Teilnehmer nochmal dran. Am Ende der Folge mussten noch zwei weitere Kandidaten die Show verlassen. Gastjurorin war Winnie Harlow.
In der 11. Folge stand das Unterwasser-Shooting an. Dafür hatten die Models in ihrem Apartment ein Training mit Heidi Klum, bevor sie am nächsten Tag vom Fotografen Russell James in einer Kapellen-Kulisse unter Wasser in Hochzeitskleidung fotografiert wurden. Zwei Models mussten die Show am Ende der Folge verlassen.
In Folge 12 gab es drei Runway-Shows, die auf einem rund 50 Meter langem Laufsteg absolviert werden mussten. Ausgestattet wurden die weiblichen Models von Kevin Germanier, welcher für seine Mode weggeworfene Stoffe verwendet und diese in neue Kleider upcycelt. Die männlichen Models wurden von Ashton Michael ausgestattet. Ein weiteres Outfit für alle Models gab es von Esther Perbandt. Zwei Models konnten Klum und die drei Designer nicht überzeugen und mussten die Show verlassen.
In Folge 13 gab es einen Video-Dreh in einem amerikanischen Diner, in welchem die Models in Zweierteams eine Szene schauspielern mussten. Der Regisseur David Helmut war für den Dreh verantwortlich, er fungierte außerdem als einer von zwei Gastjuroren. Dreh-Partner der Models war der deutsche Schauspieler Thomas Kretschmann, welcher ebenfalls als Gastjuror bei der Entscheidung mitwirkte. Der Kunde NYX Professional Makeup suchte in einem Casting zwei Models für seine neue Kampagne. Die Kandidaten Lea und Jermaine erhielten den Job. Am Ende der Folge mussten zwei Models die Show verlassen.
In Folge 14 mussten die Models mit Coach und Gastjurorin Nikeata Thompson eine Choreografie mit Lipsync einüben und in der Entscheidung vor der Jury performen. Dabei gab es nach Geschlecht zwei verschiedene Choreografien. Beim Casting für Calzedonia mit Rebecca Mir suchte der Kunde zwei Models für eine neue Bademoden-Kampagne. Xenia und Kadidja erhielten den Job und kamen direkt eine Runde weiter. Das Shooting für die Kampagne fand in einer Villa in Beverly Hills statt. Die zweite Gastjurorin war die Schauspielerin Joan Collins. Am Ende der Folge mussten zwei Models die Show verlassen.
In Folge 15 gab es am Anfang ein Laufsteg-Training zusammen mit Nikeata Thompson im Model-Penthouse. Danach folgten weitere Castings für Borotalco, Ardell sowie für ein Musikvideo-Dreh der Sängerin Kaleen. Das Shooting der Woche war das Nacktshooting mit Monsun-Stil. Fotograf und Gastjuror war Rankin. Am Ende der Folge musste ein Male-Model die Show verlassen.
In Folge 16 war das Covershooting für die Gewinnerausgaben der Harper’s Bazaar Germany. Das Shooting fand an einer Villa in Malibu statt. Alle Models trugen Outfits von Dolce & Gabbana. Am Ende der Folge mussten die Models über einen durchsichtigen Laufsteg, welcher über eine Schlucht führte, laufen und trugen dabei Punk-inspirierte Outfits. Gastjurorin war die Chefredakteurin der Harper’s Bazaar Germany, Kerstin Schneider. Es schied eine weibliche Kandidatin aus.
In Folge 17 gab es Besuch von Familie und Freunden der verbliebenen Models. Ebenfalls fand das letzte Casting der Staffel, mit dem Kunden Deichmann in Kooperation mit Fila Europe, statt. Jermaine und Lea wurden am Ende als die Models für die neue Kampagne sowie dem Werbespot ausgewählt. Das Shooting der Folge fand am Huntington Beach mit dem Thema Fechten statt. Die Idee kam von Creative-Direktor und zugleich Gastjuror Thomas Hayo. Fotograf und zweiter Gastjuror war Kristian Schuller. Am Ende der Folge musste ein Model gehen.
In Folge 18 gab es ein Höhen-Shooting, wo die Models sich aus einem fliegenden Hubschrauber raushängen mussten. Abschließend gab es den Halbfinal-Walk in Haute-Couture-Kleidern von Yannik Zamboni, der ebenfalls als Gastjuror fungierte. Ebenfalls war Elsa Hosk Gastjurorin im Halbfinale. Am Ende der Folge mussten zwei Models gehen. Ins Finale kamen Jermaine, Linus, die Zwillinge Julian und Luka, sowie Xenia, Lea und Fabienne.
Im Finale konnten sich Lea Oude Engberink und Jermaine Kokoú Kothé jeweils beide den Sieg holen.
| Folge | Model-Job für                     | Kurzbeschreibung                        |
| ----- | --------------------------------- | --------------------------------------- |
| 7     | Kadidja Aldin                     | Emmi AG                                 |
| 8     | Xenia Marvin                      | Musikvideo von Mike Singer              |
| 8     | Kadidja Aldin Marvin              | Samuel Gärtner (Frankfurt Fashion Week) |
| 8     | Kadidja Maximilian                | Sleek                                   |
| 9     | Lea Jermaine                      | Kilian Kerner                           |
| 10    | Grace                             | Intimissimi                             |
| 13    | Lea Jermaine                      | NYX Professional Makeup                 |
| 14    | Kadidja Xenia                     | Calzedonia                              |
| 15    | Frieder Kadidja                   | Borotalco                               |
| 15    | Xenia                             | Ardell                                  |
| 15    | Marvin Armin Julian Luka Jermaine | Musikvideo von Kaleen                   |
| 17    | Lea Jermaine                      | Deichmann & Fila Europe                 |

## Teilnehmer
Anfang Februar veröffentlichte ProSieben auf der Webseite zur Sendung die diesjährigen Kandidaten.
| Finalisten der 20. Staffel | Finalisten der 20. Staffel  | Finalisten der 20. Staffel | Finalisten der 20. Staffel | Finalisten der 20. Staffel | Finalisten der 20. Staffel | Finalisten der 20. Staffel                       | Finalisten der 20. Staffel |
| Teilnehmer | Teilnehmer                  | Platz                      | Platz                      | Alter                      | Wohnort                    | Beruf                                            |                            |
| Teilnehmer | Teilnehmer                  | Gesamt                     | Geschlecht                 | Alter                      | Wohnort                    | Beruf                                            |                            |
| --- | --------------------------- | -------------------------- | -------------------------- | -------------------------- | -------------------------- | ------------------------------------------------ | -------------------------- |
| | Jermaine Kokoú Kothé        | 1                          | 1                          | 19                         | Kassel                     | Model und Influencer                             |                            |
| | Lea Oude Engberink 4        | 1                          | 1                          | 24                         | Düsseldorf                 | Business Developerin                             |                            |
| | Linus Weber                 | 3                          | 2                          | 25                         | Berlin                     | Student (Betriebswirtschaftslehre)               |                            |
| | Xenia Tsilikova 3           | 3                          | 2                          | 23                         | Hof                        | Angehende Förderlehrerin                         |                            |
| | Luka Cidic 2                | 5                          | 3                          | 24                         | Frankfurt am Main          | Content Creator                                  |                            |
| Tarkan „Julian“ Cidic 2 | 24                          | 5                          | 3                          | Frankfurt am Main          | Content Creator            |                                                  |                            |
| | Fabienne Urbach             | 5                          | 3                          | 20                         | Solingen                   | Auszubildende (Zahnmedizinische Fachangestellte) |                            |
| Endrundenteilnehmer der 19. Staffel |                             |                            |                            |                            |                            |                                                  |                            |
| | Grees „Grace“ Zakhour       | 7                          | 4                          | 24                         | Düsseldorf                 | Content Creator                                  |                            |
| | Frieder Sell                | 7                          | 4                          | 25                         | Berlin                     | Student (Modedesign)                             |                            |
| | Armin Rausch                | 9                          | 5                          | 26                         | Durach                     | Informatiker                                     |                            |
| | Kadidja Becher              | 10                         | 5                          | 21                         | Wien                       | Kosmetikerin und Krankenpflegerin                |                            |
| | Marvin de Graft             | 11                         | 6                          | 22                         | Bielefeld                  | Student (Soziale Arbeit)                         |                            |
| | Sara Zuraw                  | 12                         | 6                          | 28                         | Berlin                     | Mediengestalterin und Barista                    |                            |
| | Aldin Zahirović 1           | 12                         | 7                          | 22                         | München                    | Model und Student (Archäologie)                  |                            |
| | Stella Maria Naming         | 14                         | 7                          | 34                         | Dortmund                   | Vollzeit-Mutter                                  |                            |
| | Dominic Spillner            | 14                         | 8                          | 20                         | Katlenburg-Lindau          | Einzelhandelskaufmann                            |                            |
| | Lydwine Nitidem             | 16                         | 8                          | 21                         | Lemgo                      | Studentin (Innenarchitektur)                     |                            |
| | Lucas Schwarze              | 16                         | 9                          | 24                         | Norderstedt                | Schauspieler                                     |                            |
| | Mare Cirko                  | 18                         | 9                          | 22                         | Gmund am Tegernsee         | Studentin (Fotodesign)                           |                            |
| | Maximilian Kreiner          | 18                         | 10                         | 21                         | Wien                       | Barista                                          |                            |
| | Lilli Hachgenei             | 20                         | 10                         | 22                         | Mannheim                   | Studentin (Deutsch und Politikwissenschaften)    |                            |
| | Dominik Gruber              | 20                         | 11                         | 27                         | Waltenhofen                | Angehender Schauspieler                          |                            |
| | Felix Xaver                 | 22                         | 12                         | 20                         | Passau                     | Student (Medien und Kommunikation)               |                            |
| | Yusupha Jobarteh            | 22                         | 12                         | 25                         | Bremen                     | Barkeeper                                        |                            |
| | Jana Wetzel                 | 22                         | 11                         | 24                         | Leimersheim                | Hochschul-Absolventin                            |                            |
| | Nuri Enoch                  | 22                         | 11                         | 21                         | Berlin                     | Studentin (Lehramt)                              |                            |
| | Max Uhrmacher               | 26                         | 14                         | 20                         | Berlin                     | Model und Content Creator                        |                            |
| | Alexandra Bode              | 26                         | 13                         | 21                         | Erfurt                     | Auszubildende (Dachdeckerin)                     |                            |
| | Leoni Mecklenburg           | 28                         | 14                         | 24                         | Hannover                   | Studentin (Grundschul-Lehramt)                   |                            |
| | Livingsten Amalanathan      | 28                         | 15                         | 23                         | Berlin                     | Supervisor im Einzelhandel                       |                            |
| | Franz Vochezer              | 28                         | 15                         | 19                         | Lübeck                     | Auszubildender (Industriekaufmann)               |                            |
| | Felice Wolfgram             | 31                         | 15                         | 20                         | Berlin                     | Studentin (Bauingenieurwesen)                    |                            |
| | Marcia Edhere               | 31                         | 15                         | 23                         | Neuenhof                   | Arztsekretärin                                   |                            |
| | Lilian Assih                | 31                         | 15                         | 24                         | Hannover                   | Erzieherin                                       |                            |
| | Vanessa Horst               | 34                         | 18                         | 22                         | Viernheim                  | Studentin und Haushaltshilfe                     |                            |
| | Tracy Candesh Baumgarten 5  | 34                         | 18                         | 26                         | Essen                      | Medizinische Fachangestellte, Model und Hostess  |                            |
| | Bảo-Huy Nguyễn              | 34                         | 17                         | 22                         | Köln                       | Student (Wirtschaftsinformatik)                  |                            |
| | Yanik Schulze               | 34                         | 17                         | 20                         | Gladbeck                   | Spielhallen-Mitarbeiter                          |                            |
| | Pit-Jendrik „Pitzi“ Müller* | 38                         | 19                         | 33                         | Hamburg                    | Hair- und Make-up-Artist                         |                            |
| | Vivien Walkemeyer**         | 38                         | 20                         | 24                         | Landau in der Pfalz        | Kauffrau für Büromanagement                      |                            |
| Legende _ weibliches Modelleer_ männliches Modelleer* Disqualifiziertleer** Freiwillig ausgestiegen 1 War 2021 Kandidat in der 3. Staffel von Switzerland’s Next Topmodel und belegte den 3. Platz 2 Zwillingsbrüder. In der 16. Folge verkündete Klum, dass sie ab sofort nicht mehr als Einzelkandidaten bewertet würden, sondern als Duo. 3 Nahm bereits an 13. Staffel teil, schied aber in der ersten Folge aus 4 Nahm bereits an 12. Staffel teil, schied aber in der ersten Folge aus 5 Nahm bereits in der 18. Staffel teil und stieg freiwillig vorzeitig aus |                             |                            |                            |                            |                            |                                                  |                            |

## Professionisten
Den in der Staffel auftretenden Professionisten wird, innerhalb der jeweiligen Castingshow-Folge, eine bestimmte Funktion zuteil.
- Folge 3: Jasmin Erbas (Modedesignerin), Jean Paul Gaultier (Gastjuror)
- Folge 4: Rankin (Fotograf), Liz Hurley (Gastjurorin)
- Folge 5: Marina Hoermanseder (Modedesignerin und Gastjurorin), Jon Kortajarena (Coach und Gastjuror)
- Folge 6: Jourdan Dunn (Gastjurorin)
- Folge 7: Christian Anwander (Fotograf)
- Folge 8: Christian Cowan (Modedesigner und Gastjuror)
- Folge 9: Yu Tsai (Fotograf), Kilian Kerner (Modedesigner und Gastjuror)
- Folge 10: Winnie Harlow (Gastjurorin)
- Folge 11: Russell James (Fotograf und Gastjuror)
- Folge 12: Esther Perbandt, Kevin Germanier, Ashton Michael (Modedesigner und Gastjuroren)
- Folge 13: David Helmut (Regisseur), Thomas Kretschmann (Schauspieler)
- Folge 14: Joan Collins (Schauspielerin), Nikeata Thompson (Choreografin)
- Folge 15: Rankin (Fotograf)
- Folge 16: Kerstin Schneider (Gastjurorin als Chefredakteurin der Harper’s Bazaar Germany)
- Folge 17: Thomas Hayo (Gastjuror), Kristian Schuller (Fotograf)

## Einschaltquoten
| Folge | Datum (2024) | Zuschauer        | Zuschauer   | Marktanteil      | Marktanteil | Quelle |        |
| Folge | Datum (2024) | Durchschnittlich | 14–49 Jahre | Durchschnittlich | 14–49 Jahre | Quelle |        |
| ----- | ------------ | ---------------- | ----------- | ---------------- | ----------- | ------ | ------ |
| 01    | 15. Feb.     | 2,32 Mio.        | 1,42 Mio.   | 9,5 %            | 25,0 %      | Quelle | [ 11 ] |
| 02    | 22. Feb.     | 1,97 Mio.        | 1,24 Mio.   | 7,5 %            | 20,8 %      | [ 12 ] |        |
| 03    | 29. Feb.     | 1,93 Mio.        | 1,11 Mio.   | 8,0 %            | 20,7 %      | [ 13 ] |        |
| 04    | 07. Mrz.     | 1,87 Mio.        | 1,19 Mio.   | 7,9 %            | 20,4 %      | [ 14 ] |        |
| 05    | 14. Mrz.     | 1,95 Mio.        | 1,14 Mio.   | 7,2 %            | 17,9 %      | [ 15 ] |        |
| 06    | 21. Mrz.     | 2,32 Mio.        | 1,39 Mio.   | 9,9 %            | 25,6 %      | [ 16 ] |        |
| 07    | 28. Mrz.     | 1,80 Mio.        | 0,98 Mio.   | 7,7 %            | 19,4 %      | [ 17 ] |        |
| 08    | 04. Apr.     | 1,93 Mio.        | 1,09 Mio.   | 7,8 %            | 20,2 %      | [ 18 ] |        |
| 09    | 11. Apr.     | 1,56 Mio.        | 0,85 Mio.   |                  | 18,9 %      | [ 19 ] |        |
| 10    | 18. Apr.     | 1,85 Mio.        | 1,01 Mio.   | 7,6 %            | 17,9 %      | [ 20 ] |        |
| 11    | 25. Apr.     | 2,08 Mio.        | 1,19 Mio.   | 8,9 %            | 22,8 %      | [ 21 ] |        |
| 12    | 02. Mai.     | 1,80 Mio.        | 1,01 Mio.   | 7,4 %            | 17,3 %      | [ 22 ] |        |
| 13    | 09. Mai      | 1,44 Mio.        | 0,79 Mio.   | 6,0 %            | 14,6 %      | [ 23 ] |        |
| 14    | 16. Mai      | 1,84 Mio.        | 1,00 Mio.   | 8,4 %            | 20,9 %      | [ 24 ] |        |
| 15    | 23. Mai      | 1,56 Mio.        | 0,79 Mio.   | 6,8 %            | 15,5 %      | [ 25 ] |        |
| 16    | 30. Mai      | 1,66 Mio.        | 0,87 Mio.   | 7,2 %            | 17,4 %      | [ 26 ] |        |
| 17    | 06. Juni     | 1,55 Mio.        | 0,80 Mio.   |                  | 18,3 %      | [ 27 ] |        |
| 18    | 11. Juni     | 1,21 Mio.        | 0,63 Mio.   | 5,5 %            | 13,6 %      | [ 28 ] |        |
| 19    | 13. Juni     | 1,62 Mio.        | 0,81 Mio.   | 8,0 %            | 18,8 %      | [ 29 ] |        |